# Kampfstern Galactica
Kampfstern Galactica ist eine von Glen A. Larson entwickelte und produzierte Science-Fiction-Fernsehserie aus den Jahren 1978 bis 1980, hergestellt von Universal Pictures. Die Originalserie besteht aus 24 Folgen (hier die Episoden 1–24), der Ableger Galactica 1980 aus 10 Folgen (hier die Episoden 25–34). Aus einigen dieser insgesamt 34 Episoden wurden drei Kinofilme zusammengeschnitten.

## Serien

### Kampfstern Galactica (1978–1979)
Die Serie startete im September 1978 im amerikanischen Fernsehen. Trotz akzeptabler Einschaltquoten setzte der Fernsehsender ABC die Serie nach nur einer Staffel wahrscheinlich wegen zu hoher Produktionskosten ab. Die erste deutsche Ausstrahlung der gekürzten Version des Pilotfilms erfolgte am 31. Januar 1981 in der ARD, die erste Komplettausstrahlung der Serie 1989 auf RTL plus. RTL Nitro sendete die TV-Serie Kampfstern Galactica seit dem 9. November 2013 restauriert in HD, beginnend mit der deutschen Fernsehpremiere des Pilotfilms Kampfstern Galactica ungekürzt.

### Galactica 1980 (1980)
Ein halbes Jahr nach Kampfstern Galactica erschien eine leichtgewichtigere Fortsetzung mit dem Titel Galactica 1980, bei der das deutlich geringere Budget im Vergleich zur Originalserie spürbar war. Auf aufwendige Tricktechnik wurde größtenteils verzichtet, da die Handlung fast ausschließlich auf der Erde spielt, und die meisten Originalschauspieler waren nicht mehr dabei. Die Raumkampfszenen bestanden hauptsächlich aus recycelten Effekten, die ursprünglich für die Vorgängerserie produziert worden waren. Da die Episoden im Kinderprogramm ausgestrahlt wurden, war der Anteil an Gewaltszenen stark reduziert. Galactica 1980 erhielt von den Fans wenig positive Resonanz und wurde beispielsweise im Projekt The Second Coming (1998/1999) vollständig ignoriert.
Ab dem 24. August 2013 wurde Galactica 1980 bei RTL Nitro erstmals in HD ausgestrahlt, remastered und restauriert.

### Deutsche Synchronisation
Die deutsche Fassung der Serie wurde 1988 im Auftrag von RTL plus von Studio Hamburg und der Hamburger Synchron (Galactica 1980) erstellt. Adama wurde, wie auch in den Filmen, wieder von Friedrich Schütter gesprochen. Captain Apollo wurde von Wilfried Freitag synchronisiert und dessen Freund Starbuck von Sascha Draeger. Den Prolog sprach Hans Paetsch.
In der späteren Neusynchronisation des Pilotfilms (2014) sprachen für Adama, Apollo und Starbuck nun Jochen Striebeck, Philipp Moog und Pascal Breuer.

## Kinofilme

### Kampfstern Galactica (Film, 120 Min.,Battlestar Galactica, 1978)
Um die hohen Produktionskosten besser zu amortisieren, wurde gleichzeitig mit dem Serienstart in den USA in einigen anderen Ländern (Kanada, Japan, Europa) eine leicht gekürzte Fassung des Pilotfilms im Kino gezeigt, die ebenfalls beachtlichen Erfolg hatte. Später wurden einige Episoden zu weiteren Filmen umgeschnitten. Seine Premiere erlebte der Kinofilm am 7. Juli 1978 in Kanada. Die deutsche Erstaufführung fand am 26. Oktober 1978 statt. Die erste deutsche TV-Ausstrahlung erfolgte am 31. Januar 1981 in der ARD.
Der Film Kampfstern Galactica ist eine alternative Schnittfassung des Pilotfilms. In Deutschland war die Langfassung des Pilotfilms Kampfstern Galactica (bzw. der für spätere Ausstrahlungen angefertigte Dreiteiler) erst am 9. November 2013 zu sehen. Zwischen der amerikanischen Fernsehfassung und der Kinoversion gibt es einige kleinere Unterschiede, der wichtigste aber ist, dass Baltar im Kinofilm von den Zylonen hingerichtet, im Pilotfilm aber begnadigt worden ist. Der Kinofilm Kampfstern Galactica war mit dem damals sehr innovativen Sensurround-Magnettonverfahren ausgestattet.

### Mission Galactica: Angriff der Zylonen (108 Min.,Mission Galactica: The Cylon Attack, 1979)
Der zweite Film Mission Galactica: Angriff der Zylonen ist ein Zusammenschnitt der Serienfolgen The Living Legend, Part 1 und 2 und Galactica unter Feuer.
Die zweiteilige Episode Mission Galactica: Angriff der Zylonen ist nur als Kinoversion und nicht als Episode im deutschen Fernsehen zu sehen, da nur die für den Kinofilm verwendeten Szenen synchronisiert wurden. Daraus ergibt sich eine teils deutsche und teils englische Übersetzung. Die Episoden wurden dennoch auf DVD veröffentlicht. Galactica unter Feuer wurde hingegen vollständig synchronisiert und als Episode ausgestrahlt.
Der Film Mission Galactica: Angriff der Zylonen wurde ebenfalls in den deutschen Kinos mit Sensurround-Ton präsentiert. Die deutsche Erstaufführung fand am 9. August 1979 statt. Die TV-Premiere der Kinofassung erfolgte am 4. Juli 1981.

### Galactica III: Das Ende einer Odyssee (Galactica III: Conquest of the Earth, 1980)
Der dritte Film ist ein Zusammenschnitt der Folgen 25, 26, 31 und 32 des Relaunchs Galactica 1980. Die Handlung des Films spielt etwa drei Jahrzehnte nach Mission Galactica. Für diesen Film wurden kurze Szenen aus den Episoden 28 und 29, die Gespräche zwischen Adama und Dr. Zee zeigen, sowie Ausschnitte aus der Ursprungsstaffel-Episode Der Gegenangriff (The Young Lords) verwendet. Der Dialog zwischen Baltar, Lucifer und Spectre wurde leicht angepasst, um die Handlung rund um das abgedriftete ‚AB-Schiff‘ zu unterstützen. Für diesen Zweck sprach John Colicos (Baltar) seinen Text in drei neu eingesprochenen Passagen ein und synchronisierte sich quasi selbst.
Bezüglich der Filmhandlung und der Serie Galactica 1980 ergibt sich jedoch ein logischer Bruch: In der letzten Episode der ersten Staffel, Die große Schlacht, ist in der Schlussszene die Apollo-Mondlandung von 1969 zu sehen, was darauf hindeutet, dass das Signal einige Zeit unterwegs war. Nach dieser Logik müsste Galactica 1980 frühestens um das Jahr 2015 spielen. Die deutsche Erstausstrahlung des Films fand am 4. September 1981 statt.

### Deutsche Synchronisation
Starbuck (Uwe Paulsen), Apollo (Lutz Riedel) und Adama (Friedrich Schütter) hatten in allen Filmen dieselben Synchronstimmen. Baltar dagegen erhielt in jedem Film einen anderen Sprecher: So sprach ihn Horst Schön im ersten, Hermann Ebeling im zweiten und Michael Chevalier im dritten Film. Auch Lucifer hatte drei verschiedene Sprecher (im zweiten Film sprach ihn Arne Elsholtz). Gleiches galt auch für die regulären Zylonen, deren Stimme außerdem in jedem Film anders verfremdet wurde.
Einige deutsche Sprecher sind in den Filmen mehrfach in verschiedenen Rollen zu hören: Der Sprecher des Prologs aus dem ersten Film, Michael Chevalier, lieh seine Stimme auch Baltar im dritten Film. Heinz Petruo (er synchronisierte u. a. auch Darth Vader), der den Imperious Leader im Teil 1 sprach, lieh im zweiten Teil Lloyd Bridges als Cain seine Stimme. Apollos Sprecher Lutz Riedel sprach im dritten Teil den Zylonenhumanoidenroboter Andromus (Roger Davis), da Apollo in diesem Film nicht auftritt. Riedel synchronisierte Jahre später Andromus auch in den beiden Serienfolgen Landung der Zylonen und Hetzjagd durch New York. Der deutsche Prologsprecher von Mission Galactica, Norbert Langer, bekannt als Stimme von Tom Selleck, war auch die Synchronstimme des Bordoffziers Tholen im selben Film sowie die deutsche Stimme von Dillon in Das Ende einer Odyssee.

## Handlung und Hintergrund
Die Geschichte basiert auf der Annahme, das menschliche Leben habe auf dem Planeten „Kobol“ begonnen. (Eine Anspielung auf den von den Mormonen angenommenen Planeten Kolob.) Die 13 Stämme von Kobol verließen ihren sterbenden Planeten. 12 zogen aus und gründeten die in der Serie dargestellte menschliche Gesellschaft. Der dreizehnte Stamm gilt als verschollen und gründete laut alten Legenden die menschliche Zivilisation auf der Erde.
Nach einem tausendjährigen Krieg zwischen den menschlichen Kolonien und den Roboter-Modellen der Zylonen scheint ein Frieden in Sicht. Das Friedensangebot der Zylonen – vermittelt durch den Menschen Graf Baltar, der aus Machtgier mit den Zylonen paktiert – erweist sich aber als tödliche Falle: die Raumstreitkräfte der Menschen, bestehend aus Kampfsternen (riesige flugzeugträgerartige Kampfraumschiffe bzw. „Riesenraumer“), werden in einem Überraschungsangriff vernichtend besiegt. Einzig der von Commander Adama geführte Kampfstern Galactica – und, wie man aber erst später erfährt, der Kampfstern Pegasus unter Commander Cain – können dem Hinterhalt entkommen. Gleichzeitig können die Zylonen ungestört über die jetzt schutzlosen zivilen Kolonien der Menschen herfallen und diese vernichten.
Unter Führung von Commander Adama begibt sich der Kampfstern Galactica mit einem Konvoi von Flüchtlingen (englisch Ragtag fleet), die auf 220 kleineren Schiffen zusammengepfercht sind, auf die Flucht vor der Tyrannei der Zylonen und auf die Suche nach einer neuen Heimat: der verschollenen, sagenumwobenen 13. Kolonie, dem Planeten Erde. Dabei werden sie von zylonischen Basisschiffen verfolgt.
Eines dieser Basisschiffe steht unter dem Oberbefehl des Verräters Baltar, der durch sein Wissen über menschliches Denken meist erfolgreicher in der Verfolgung ist als die zylonischen Basisschiff-Kommandanten. Obwohl die Flucht vor den Zylonen im Zentrum der Serie steht, muss die Flotte der Galactica auch zahlreiche Abenteuer bestehen, die unabhängig von den Zylonen sind. Auf ihrer Flucht entdecken sie zudem den Ursprung der Menschheit: den Planeten Kobol.
Die Serie Galactica 1980 beginnt zu dem Zeitpunkt, zu dem die Galactica die Erde der Gegenwart gefunden hat.

## Zylonen
Die Zylonen (engl. Cylons) waren ursprünglich eine Rasse von Reptiloiden, die auf dem Planeten Zylon lebte und irgendwann damit begann, intelligente Roboter zu konstruieren. Diese lehnten sich jedoch gegen ihre Herren und Erbauer auf und vernichteten sie. Die Zylonen wenden alle Mittel zur Vernichtung der Menschen auf. Zivilisten werden nicht geschont. Auch nach dem praktisch vollständigen Sieg über die Kolonien der Menschen lassen sie in diesem Bestreben nicht nach.

### Zylonische Führung
Herrscher über alle Zylonen ist der Erhabene Führer (engl. Imperious Leader), dessen Physiognomie den ursprünglichen, reptiloiden Zylonen nachempfunden ist. Der Zylonenführer selbst ist eine Maschine aus der gleichen Baureihe wie „Lucifer“. Lucifer ist der Name eines Zylons der IL-Serie, der direkt Baltar unterstellt wird. In der Folge 16 („Teuflische Versuchung – Teil 1“) wird deutlich, dass der Zylonenführer mit der Stimme des Teufels spricht. Damit sollte verdeutlicht werden, dass das Zylonenimperium durch das Böse gegründet oder beherrscht wurde.
Der reale Hintergrund dieser Tatsache ist jedoch, dass Patrick Macnee, welcher den „Teufel“ in dem Zweiteiler „Teuflische Versuchung“ darstellte, im englischen Original dem Führer der Zylonen seine Stimme lieh. Auch sprach Macnee im Original die Intros zu den ersten beiden Kinofilmen und zur Serie, in der das erste Intro, leicht gekürzt und verändert, verwendet wurde.

### Zylonische Gesellschaft
Die zylonische Gesellschaft ist völlig militarisiert und zylonische Zivilisten kommen nur einmal vor: Als Jubelkulisse beim Besuch des Erhabenen Führers auf Gamoray (in Mission Galactica: Angriff der Zylonen).
Die Gesellschaft der Zylonen besitzt eine streng hierarchische Struktur. Es gibt kaum Individualität oder Meinungspluralität. Die Zylonen haben einen Führer (Imperious Leader), der bestimmt und neben sich nur willenlose Drohnen duldet. Die gewöhnlichen Zylonen haben keine andere Meinung als die ihres Führers. Darüber hinaus gibt es auch noch die Zylonen der IL-Serie, die sich von den Zenturien optisch deutlich unterscheiden. Sie tragen einen Umhang, haben zwei Augen und einen durchsichtigen, oben spitz zulaufenden Kopf. Sie werden für höhere Aufgaben als die Zenturien eingesetzt und sind diesen auch vorgesetzt. Die IL-Serien-Modelle haben eine starke Machtorientierung und einen eigenen Willen und handeln oft egoistisch, auch wenn sie damit dem zylonischen Imperium schaden.
In Robert Thurstons Romanen zur Serie dagegen werden die Zylonen als nicht-humanoide Rasse dargestellt, die Kampfanzüge trägt, wodurch sie ihr roboterähnliches Aussehen erhalten. Hierarchisch unterscheiden sich die einfachen Zylonen („Zenturio“) mit einem Gehirn von den zweigehirnigen Offizieren (Goldene Rüstung) und schließlich dem Erhabenen Führer mit drei Gehirnen.

### Zylonisches Militär

#### Zylonische Jäger (engl. Raiders)
Schwere Jäger mit drei reaktionsträgen Zylonen-Robotern als Besatzung. Die Besatzung besteht aus zwei Piloten und einem Kommandanten, der nur Befehle gibt.

#### Basisschiffe (engl. base ships)
Riesige Trägerschiffe für Zylonenjäger. Optisch zwei riesige rotierende dunkelgraue Untertassen, die in der Mitte miteinander verbunden sind. Im Gegensatz zu menschlichen Schiffen und Zylonenjägern verfügen Basisschiffe nicht über einen sichtbaren Antrieb. Ein Basisschiff verfügt über viele leichte Zwillings-Abwehrkanonen gegen feindliche Jäger. Die Sollstärke eines der vier auf einem Basisschiff stationierten Zylonengeschwader beträgt 75 Jäger; ein vollausgestattetes Basisschiff verfügt somit über 300 Jäger.

## Die zwölf Kolonien der Menschen

### Die zwölf Kolonien
Einst lebten die Menschen auf dem Planeten Kobol. Diesen verließen sie aufgrund von Naturkatastrophen. Zwölf der auf den Planeten lebenden Stämme gründeten die zwölf Kolonien. Der dreizehnte die Erde. Die zwölf Stämme tragen verfremdete Namen der 12 Tierkreis-Sternbilder, die eigentlich nur von der Erde aus gesehen werden können.

### Menschliches Militär

#### Vipers
Kleine Einmann-Abfangjäger.

#### Kampfsterne
Ein Kampfstern ist ein Großraumschiff, das gleichzeitig als Mutterschiff und als Schlachtschiff konzipiert ist. Es dient als Stützpunkt für verschiedene kleinere Raumschiffe, vor allem für die Viper genannten Jäger.
Die genaue Zahl der Kampfsterne in der Originalserie wird intensiv diskutiert; von offizieller Seite gibt es dazu keine Äußerungen. Im Roman zum ersten Film, an welchem Glen A. Larson mitgeschrieben hat, wird erklärt, dass es insgesamt fünf Kampfsterne sind, nämlich außer der Galactica noch die Pegasus, die Solaria und das Schiff des Präsidenten, die Atlantia. Der Name des fünften Kampfsterns bleibt unerwähnt. Im ersten Teil von Das Geschütz auf dem Eisplaneten Null wird als weiterer Kampfstern die Columbia erwähnt, die zusammen mit der Atlantia zerstört wurde.
Die englische Wikipedia zählt folgende Kampfsterne außer der Galactica auf: Atlantia, Acropolis, Pacifica, Triton (als Kampfsterne, die in der ersten Schlacht erschienen), Pegasus, Rycon, Solaria und Columbia (als Name der Raumschiffklasse). Die meisten Namen der fünf Kampfsterne zu Beginn der Handlung fallen im Funkverkehr im Hintergrund des ersten Filmes.
Der Begriff Battlestar (engl. f. Kampf-/Schlachtstern) wurde im ersten Film synchronisiert mit „Schlachtschiff“ (von Apollo und Adama) und „Basisschiff“ (ein Zylone zum Führer der Zylonen). Im Titel wurde der Begriff dagegen mit „Kampfstern“ übersetzt. Der Begriff ist nach Glen Larson eine Verkürzung von „line-of-battle starship“, etwa übersetzbar mit „Sternen-Linienschlachtschiff“.
In der Synchronisation des Intros zur regulären Serie „Kampfstern Galactica“ wurde aus „Battlestar“ „Kampfschiff“.

## Besetzung

### Hauptrollen
- Commander Adama: Lorne Greene (Folgen 1–34)
- Colonel Tigh: Terry Carter (Folgen 1–24)
- Captain Apollo: Richard Hatch (Folgen 1–24)
- Lieutenant Starbuck: Dirk Benedict (Folgen 1–24, 34)
- Lieutenant (ab Folge 25 Colonel) Boomer: Herbert Jefferson, Jr. (Folgen 1–28, 33, 34)
- Lieutenant Sheba: Anne Lockhart (Folgen 12–24)
- Sergeant Jolly: Tony Swartz (Folgen 1–24)
- Athena: Maren Jensen (Folgen 1–24)
- Cassiopeia: Laurette Spang (Folgen 1–24)
- Baltar: John Colicos (Folgen 1–24)
- Boxey: Noah Hathaway (Folgen 1–24)
- Captain Troy (erwachsener Boxey): Kent McCord (Folgen 25–33)
- Lieutenant Dillon: Barry Van Dyke (Folgen 25–33)
- Jamie Hamilton: Robyn Douglass (Folgen 25–33)

### Namhafte Gaststars
- Serina: Jane Seymour (Folgen 1–5)
- Präsident Adar: Lew Ayres (Folge 1)
- Lieutenant Zac: Rick Springfield (Folge 1)
- Sire Uri: Ray Milland (Folgen 2, 3)
- Anton: Wilfrid Hyde-White (Folge 3)
- Dr. Salik: George Murdock (Folgen 2, 3, 12, 13, 14, 17, 19)
- Dr. Ravishol: Dan O’Herlihy (Folgen 8, 9)
- Tenna: Britt Ekland (Folgen 8, 9)
- Miri: Audrey Landers (Folge 11)
- Commander Cain: Lloyd Bridges (Folgen 12, 13)
- Fürst Iblis: Patrick Macnee (Folgen 15, 16)
- Chamaeleon: Fred Astaire (Folge 17)
- Solon: Brock Peters (Folge 18)
- Commander Leiter: Lloyd Bochner (Folgen 19–21)
- Maga: Lance LeGault (Folgen 6, 19–21)
- Dr. Wilker: John Dullaghan (mind. Folge 19)
- John: Edward Mulhare (Folge 22)
- Commander Kronus: Paul Fix (Folge 23)
- Aurora: Ana Alicia (Folge 23)
- Dr. Mortinson: Robert Reed (Folgen 25–27)
- Wolfe: Richard Lynch (Folgen 8, 9)
- Commander Xavier: Richard Lynch (Folgen 25–27)
- Commander Xavier: Jeremy Brett (Folge 30)
- Andromus: Roger Davis (Folgen 31, 32)
- Wolfman Jack: Wolfman Jack (Folge 31)
- Imperious Leader (Stimme): Dennis Haysbert (Folge 33)
- Willy: Brion James (Folge 25)
- Giles Larry Manetti (Folgen 2–6)

## Episodenliste

### Kampfstern Galactica (einzige Staffel 1978–1979 bzw. Staffel 1)
Die Erstausstrahlung von Kampfstern Galactica war vom 17. September 1978 bis zum 29. April 1979 auf dem US-amerikanischen Sender ABC zu sehen. Die deutschsprachige Erstausstrahlung fand vom 22. März bis zum 9. August 1989 auf dem Sender RTL plus statt, wobei die Serie mit der Folge Der verlorene Planet der Götter, Teil 1 gestartet wurde. Der Pilotfilm wurde in der Form seiner gekürzten Kinofassung (engl. Battlestar Galactica) bereits am 26. Oktober 1978 im deutschen Kino und am 31. Januar 1981 im deutschsprachigen Fernsehen in der ARD erstausgestrahlt. Die ungekürzte Fernsehfassung des Pilotfilms (engl. Saga of a Star World) wurde im deutschsprachigen Fernsehen erstmals am 9. November 2013 mit neuer Synchronisation auf RTL Nitro gezeigt. Die Doppelfolge The Living Legend wurde lange Zeit nicht in deutscher Sprache gesendet, erlebte aber in gekürzter Spielfilmform als Mission Galactica – Angriff der Zylonen am 9. August 1979 ihre deutsche Kinopremiere und am 4. Juli 1981 ihre deutschsprachige Fernseh-Erstausstrahlung in der ARD. Die offizielle deutschsprachige Erstausstrahlung der beiden einzelnen Folgen erfolgte am 10. und 13. August 2018 im Rahmen der Serienausstrahlung auf Tele 5.
| Nr. (ges.) | Nr. (St.) | Deutscher Titel                                                                           | Originaltitel                   | Erstausstrahlung USA | Deutschsprachige Erstausstrahlung (D) | Regie                                                       | Drehbuch                                                                                                   |
| --- | --------- | ----------------------------------------------------------------------------------------- | ------------------------------- | -------------------- | ------------------------------------- | ----------------------------------------------------------- | --- |
| 01 | 01        | Kampfstern Galactica, Teil 1                                                              | Saga of a Star World, Part 1    | 17. Sep. 1978        | 9. Nov. 2013                          | Richard A. Colla (bei Kinofassung zusätzlich: Alan J. Levi) | Glen A. Larson                                                                                             |
| Nach einem tausendjährigen Krieg zwischen den menschlichen Kolonien und der Roboter-Rasse der Zylonen scheint ein Frieden in Sicht. Das Friedensangebot der Zylonen – vermittelt durch den Menschen Graf Baltar, der aus Machtgier mit den Zylonen paktiert – erweist sich aber als tödliche Falle: Adamas Söhne Apollo und Zek treffen auf einer Patrouille auf die Angriffsflotte der Zylonen. Nur Apollo kann entkommen. Die Raumstreitkräfte der Menschen, bestehend aus Kampfsternen (übergroße flugzeugträgerartige Kampfraumschiffe), werden in einem Überraschungsangriff vernichtend besiegt. Einzig der von Commander Adama geführte Kampfstern Galactica kann dem Hinterhalt entkommen. Gleichzeitig können die Zylonen ungestört über die jetzt schutzlosen zivilen Kolonien der Menschen herfallen und diese vernichten. Vom regierenden "Rat der Zwölf" überlebt nur Commander Adama. Unter seiner Führung begibt sich der Kampfstern Galactica mit einem Konvoi von Flüchtlingen, die auf 220 kleineren Schiffen zusammengepfercht sind, auf die Flucht vor der Tyrannei der Zylonen und auf die Suche nach einer neuen Heimat. |           |                                                                                           |                                 |                      |                                       |                                                             | |
| 02 | 02        | Kampfstern Galactica, Teil 2                                                              | Saga of a Star World, Part 2    | 17. Sep. 1978        | 9. Nov. 2013                          | Richard A. Colla (bei Kinofassung zusätzlich: Alan J. Levi) | Glen A. Larson                                                                                             |
| Als Boomer und Apollo eines der Begleitschiffe inspizieren, treffen sie auf hungernde Menschen. Auf einem anderen Schiff feiert Senator Yuri vom neugewählten "Rat der Zwölf" eine ausschweifende Party. Apollo sorgt dafür, dass die Lebensmittel von der Party an die Hungernden verteilt werden. Auf dem Weg zu dem alten Minen-Planeten Carilon passiert die Flotte ein von den Zylonen vermintes Raumgebiet, indem die Minen von den Kampfpiloten abgeschossen werden. Auf Carilon finden Boomer und Starbuck ein riesiges Ferienparadies mit Menschen, die noch nichts von der Zerstörung der Kolonien wissen. Apollo sucht mit Jolly, Serina und deren Sohn Boxey auf dem Planeten nach Tylium-Vorkommen. Dabei wird Boxey von Vermummten entführt. |           |                                                                                           |                                 |                      |                                       |                                                             | |
| 03 | 03        | Kampfstern Galactica, Teil 3                                                              | Saga of a Star World, Part 3    | 17. Sep. 1978        | 9. Nov. 2013                          | Richard A. Colla (bei Kinofassung zusätzlich: Alan J. Levi) | Glen A. Larson                                                                                             |
| Die vermummten Bewohner des Minenplaneten bringen Boxey, Serina und Apollo ins Vergnügungsviertel, wo sie wieder zusammentreffen. Auf der Auszeichnungsfeier für die drei Kampfpiloten, die die Flotte durch den Minengürtel gebracht haben, wollen Senator Yuri und der neue "Rat der Zwölf" bekanntgeben, dass die Flotte alle Waffen vernichten wird, um den Zylonen die Friedfertigkeit der Menschheit zu zeigen. Adama schickt normale Besatzungsmitglieder in den Uniformen der Kampfpiloten zur Feier, um die Galactica nicht ungeschützt zu lassen. Tatsächlich verstecken sich Zylonen auf der untersten Ebene der Bergwerkskolonie und deren Basisstern befindet sich in der Nähe. Als er die Galactica angreift, können die Zylonenjäger von den Kampfpiloten der Galactica vernichtet werden. Durch ein Täuschungsmanöver von Apollo und Starbuck stürzt der Basisstern auf Carilon und explodiert. Baltar wird von den Zylonen begnadigt. |           |                                                                                           |                                 |                      |                                       |                                                             | |
| 04 | 04        | Der verlorene Planet der Götter                                                           | Lost Planet of the Gods, Part 1 | 24. Sep. 1978        | 22. März 1989                         | Christian I. Nyby II                                        | Glen A. Larson & Donald P. Bellisario                                                                      |
| Baltar wird vom obersten Zylon ein Kampfstern zugeteilt, um Adama jagen zu können. Während Starbuck und Apollo eine dunkle Zone des Raums erkunden, fangen sich Boomer und Jolly auf einem von den Zylonen besetzten Asteroiden einen Virus ein, der nach ihrer Rückkehr fast alle Kampfflieger infiziert. Starbuck und Apollo müssen deshalb eine Riege weiblicher Shuttle-Piloten zu Kampffliegern ausbilden, darunter die mit Apollo frischverheiratete Serina. Der Arzt geht davon aus, dass ein Gegenmittel nur durch eine direkte Untersuchung des Asteroiden gefunden werden kann. Die von Starbuck und Apollo angeführten weiblichen Piloten können dabei die Zylonenflieger abschießen und deren Basis zerstören. |           |                                                                                           |                                 |                      |                                       |                                                             | |
| 05 | 05        | Der verlorene Planet der Götter, Teil 2                                                   | Lost Planet of the Gods, Part 2 | 1. Okt. 1978         | 29. März 1989                         | Christian I. Nyby II                                        | Glen A. Larson & Donald P. Bellisario                                                                      |
| Die Galactica fliegt samt der Flotte in die gefundene dunkle Raumzone, einen sogenannten "magnetischen Ozean". Darin wird der vergessene Planet Cobol entdeckt, von wo die dreizehn Stämme einst herkamen. Adama hofft auf Hinweise zum Weg des 13. Stammes zur Erde. Bei einer Erkundungspatrouille gerät Starbuck in die Gewalt der Zylonen. Adama, Apollo und Serina erkunden die Pyramiden von Cobol und treffen dort auf Baltar. Der behauptet, dass der Herkunftsplanet der Zylonen ungeschützt und angreifbar sei. Obwohl er Starbuck freilässt, glaubt ihm Adama nicht. Als die Zylonen Cobol angreifen, können zwar die genesenen Piloten erfolgreich eingreifen, aber Serina erleidet schwere Verletzungen, an denen sie schließlich stirbt. |           |                                                                                           |                                 |                      |                                       |                                                             | |
| 06 | 06        | Der verschwundene Krieger                                                                 | The Lost Warrior                | 8. Okt. 1978         | 5. Apr. 1989                          | Rod Holcomb                                                 | Donald P. Bellisario Idee: Herman Groves                                                                   |
| Apollo stürzt bei der Flucht vor den Zylonen auf dem Planeten Equellus ab, wo er auf eine Farmerswitwe namens Vela und deren Sohn Puppis trifft. Dort nennt man Wölfe "Lupos" und Gewehre "Numos". Einstmals stürzte auf dem Planeten ein Zylonenschiff ab und ein Zylone überlebte, der nun unter dem Namen "Rotauge" dem Grundbesitzer Lasserta als unüberwindlicher Diener zur Verfügung steht. Apollo versucht, das Vertrauen von Lasserta zu gewinnen, doch dessen Hilfsganove Marcus neidet ihm die Gunst. Als Rotauge den Bruder Velas erschießt, greift Apollo nicht ein. Erst nachdem er erfährt, dass der Zylone allein ist, erschießt er ihn. Die Farmerin zeigt ihm das defekte Raumschiff ihres getöteten Mannes, mit dessen Treibstoff Apollo zur Galactica zurückkehren kann. / Mit Kathy Cannon (Vela), Lance Le Gault (Botees), Claude Earl Jones, Red West, Rex Cutter (Rotauge), Johnny Timko (Puppis), Larry Manetti (Giles), Jay Donohue (Jason), Carol Baxter (Macy), Mary Kay Mars (Vi). |           |                                                                                           |                                 |                      |                                       |                                                             | |
| 07 | 07        | Die lange Patrouille                                                                      | The Long Patrol                 | 15. Okt. 1978        | 12. Apr. 1989                         | Christian I. Nyby II                                        | Donald P. Bellisario                                                                                       |
| Adama hat die Bar auf der "Rising Star" wiedereröffnen lassen. Starbuck wollte mit Athena dorthin, doch die hat Dienst. Als er zum Ersatz Kassiopeia einlädt, bekommt Athena überraschend frei. Starbuck schafft es, zwischen beiden Damen hin- und herzuwechseln, bis er überraschend vorzeitig zum Einsatz gerufen wird. Auf einem Planetoiden wird ihm seine Viper von einem entflohenen Räuber geklaut, der dann mit seiner Langstreckenkommunikation unwissenderweise die Zylonen anlockt. Mit dem zurückgelassenen Transporter des Räubers landet Starbuck auf dessen Gefängnisplaneten, wo die Wächter seit Generationen immer weiter die Nachkommen der Gefangenen bewachen. Die Türen gehen längst nicht mehr abzuschließen, aber keiner der Gefangenen denkt an Ausbruch. Erst als Starbuck ihnen mitteilt, dass der von ihnen produzierte "Ambrosia" auf Lager produziert wird und seit Generationen nicht mehr von den Kolonien abgeholt wurde, begehren sie auf. Drei Zylonenschiffe werden von Starbuck und den ihm nachgeflogenen Apollo und Boomer zerstört. Der Räuber folgt ihnen samt seiner Familie auf die "Galactica". / Mit James Whitmore jr. (Räuber), Ted Gehring (Croad), Sean McClory (Assault A-9), Tasha Martell (Adultress), Ian Abercrombie (Forger), Sarah Rush (Rigel), David Greenan (Omega), Robert Hathaway (Enforcer), Nancy deCarl (Slayer), Kathy Paine (Cora). |           |                                                                                           |                                 |                      |                                       |                                                             | |
| 08 | 08        | Das Geschütz auf dem Eisplaneten Null                                                     | Gun on Ice Planet Zero, Part 1  | 22. Okt. 1978        | 19. Apr. 1989                         | Alan J. Levi                                                | Michael Sloan, Donald P. Bellisario & Glen A. Larson Idee: John Ireland                                    |
| Die Zylonen greifen die Galactica aus dem Hinterhalt mit einer Strahlenkanone an. Kadett Cree wird gefangen genommen und verhört. Adama rekrutiert vier arktiserfahrene Gefangene, um sie mit Starbuck, Apollo und Boumer auf den Eisplaneten zu schicken und die Kanone zerstören zu lassen. Dort treffen sie auf Klone, einer heißt Crowlan, der sie zum Anführer der Zylonen, einem menschlichen Wissenschaftler führt. / Mit Roy Thinnes (Croft), James Olson (Thane), Christine Belford (Leda), Richard Lynch (Wolfe), Denny Miller, Britt Ekland (Tenna), Larry Manetti (Giles), Alan Stock (Kadett Cree), Curtis Cretel (Haals), Jedd Mac Kay (Komma), Sarah Rush (Corporal Rigel), David Greenan (Omega), Larry Cedar (Kadett Shields), Alex Hyde-White (Kadett), Richard Milholland (Killian), Walt Davis (Vickers). |           |                                                                                           |                                 |                      |                                       |                                                             | |
| 09 | 09        | Das Geschütz auf dem Eisplaneten Null, Teil 2                                             | Gun on Ice Planet Zero, Part 2  | 29. Okt. 1978        | 26. Apr. 1989                         | Alan J. Levi                                                | Michael Sloan, Donald P. Bellisario & Glen A. Larson Idee: John Ireland                                    |
| Einer der vier Gefangenensöldner bleibt der Galactica treu, die anderen denken nur an eine geeignete Fluchtmöglichkeit, die sie allerdings nie bekommen. Apollo gelingt es, den Wissenschaftler Ravishol, der die Klone erschaffen hat, davon zu überzeugen, dass das von ihm als Energie-Linsensystem erschaffene Geschütz zerstört werden muss. Die Zerstörung gelingt, aber nur der treue Gefangene bleibt am Leben. / Mit Roy Thinnes (Croft), James Olson (Thane), Christine Belford (Leda), Richard Lynch (Wolfe), Denny Miller, Britt Ekland (Tenna), Dan O’Herlihy (Dr. Ravishol), Larry Manetti (Giles), Alan Stock (Kadett Cree), Curtis Cretel (Haals), Sarah Rush (Corporal Rigel), David Greenan (Omega), Walt Davis (Vickers). |           |                                                                                           |                                 |                      |                                       |                                                             | |
| 10 | 10        | Riskanter Handel                                                                          | The Magnificent Warriors        | 12. Nov. 1978        | 3. Mai 1989                           | Christian I. Nyby II                                        | Glen A. Larson                                                                                             |
| Die Zylonen zerstören zwei Agroschiffe und beschädigen ein weiteres. Um den Schaden wiedergutzumachen, wird neues Saatgut benötigt. Dies soll gegen einen Energiegenerator eingetauscht werden, der einer alten Verehrerin von Adama gehört, der seinen ganzen Charme aufbieten muss, um den Generator zu erhalten. Adama, Starbuck, Apollo, Boxy und die Verehrerin landen auf dem Planeten Sectar, wo die Siedlung Serenity sich regelmäßig zum Vollmond gegen die Angriffe der Boras zu verteidigen haben, der hiesigen affenähnlichen Ureinwohner. Jeder Fremde wird erstmal als Sheriff vereidigt, der gegen die Boras zu kämpfen hat und dabei regelmäßig getötet wird. Dem Anführer der Siedlung, Bogan, gelingt es zunächst, Starbuck zu überlisten und zum Sheriff zu machen. Doch als er erkennt, dass er es mit Kolonialkriegern zu tun hat, ändert er sein Verhalten. Starbuck gewinnt Nogow als Sheriff, der es sich gefallen lässt, auf der faulen Haut zu liegen, während seine Stammesgenossen wieder als Bauern zu arbeiten beginnen. Die Galactica bekommt ihr Saatgut. / Mit Brett Somers, Dennis Fimple (Duggy), Eric Server, Ed Begley jr., Barry Nelson (Bogan), Olan Soulé (Carmichael), Rance Howard (Farnes), Sarah Rush (Rigel), David Greenan (Omega), Ben Frommer (Nogow).                                                                                                  |           |                                                                                           |                                 |                      |                                       |                                                             | |
| 11 | 11        | Der Gegenangriff                                                                          | The Young Lords                 | 19. Nov. 1978        | 10. Mai 1989                          | Donald P. Bellisario                                        | Donald P. Bellisario, Frank Lupo & Paul Playdon                                                            |
| Starbuck wird von Zylonen abgeschossen und muss auf dem Planeten Antilla notlanden. Dort kämpfen mehrere Kinder in Partisanenmanier auf Einhörnern gegen die zylonische Garnison, darunter der jugendliche Kyle und seine Schwester Miri. Da ihr Vater Megan von den Zylonen gefangengehalten wird, wollen sie ihn gegen Starbuck austauschen. Doch beide Seiten schicken nur eine Puppe, um die anderen zu täuschen. Starbuck wird Anführer der Kinder und befreit deren Vater. Der Zylonenchef Spectre gibt den Planeten auf und zieht sich zu Graf Baltar und Luzifer auf den zylonischen Kampfstern zurück. Booma und Apollo kommen gerade noch rechtzeitig an, um Starbuck zum Sieg zu beglückwünschen. / Mit Charles Bloom (Kyle), Bruce Glover (Megan), Audrey Landers (Miri), Brigitte Muller (Ariadne), Jonathan B. Woodward (Robus), Adam Mann (Nilz). |           |                                                                                           |                                 |                      |                                       |                                                             | |
| 12 | 12        | Mission Galactica: Angriff der Zylonen                                                    | The Living Legend, Part 1       | 26. Nov. 1978        | 10. Aug. 2018                         | Vince Edwards                                               | Glen A. Larson Idee: Glen A. Larson & Ken Pettus                                                           |
| Die Galactica trifft auf den Kampfstern Pegasus, der eigentlich für zerstört gehalten wurde. Er wird befehligt von dem legendären Commander Cain, der davon ausgeht, gemeinsam mit der Galactica gegen die Zylonen zurückschlagen zu können. Doch Adama will die zivile Begleitflotte nicht gefährden. Er stimmt lediglich einem gemeinsamen Angriff auf zwei Versorgungsschiffe zu, um von den Zylonen dringend benötigten Treibstoff zu erobern. Cain, der am Angriff teilnimmt, zerstört die Versorgungsschiffe, um Adama zum Angriff auf den zylonischen Außenposten Gomorra zu bewegen. Da er sich weigert, stattdessen eigene Treibstoffvorräte an die Flotte abzugeben, ersetzt Adama ihn durch Tigh. Als jedoch Baltar einen Großangriff startet, lässt Adama ihn zurück auf die Brücke der Pegasus. Als Baltar den zweiten Kampfstern entdeckt, muss er sich zurückziehen. |           |                                                                                           |                                 |                      |                                       |                                                             | |
| 13 | 13        | Mission Galactica: Angriff der Zylonen [Teil 2]                                           | The Living Legend, Part 2       | 3. Dez. 1978         | 13. Aug. 2018                         | Vince Edwards                                               | Glen A. Larson Idee: Glen A. Larson & Ken Pettus                                                           |
| Apollo, Starbuck, Cassiopeia, Cains Tochter Sheeba und der Pegasus-Pilot Bojay gelingt es, die Zylonen auf Gomorra in einem Handstreich zu überraschen, die Steuerzentrale von deren Kampfschiffen zu zerstören und ausreichend Treibstoff zu erbeuten, obwohl sich dort gerade der oberste Herrscher von Zylon aufhält. Beim Angriff der zylonischen Kampfschiffe wird Adama verwundet. Auf der Galactica bricht ein Feuer aus, das nur durch gesteuerte Explosionen auf der Außenhülle durch das Vakuum des Raumes gelöscht werden kann. Die Pegasus kämpft allein gegen drei drei zylonische Kampfsterne und kann zwei davon vernichten. Nach dem Angriff bleibt sie vermisst. |           |                                                                                           |                                 |                      |                                       |                                                             | |
| 14 | 14        | Galactica unter Feuer (Teile daraus verwendet in Mission Galactica – Angriff der Zylonen) | Fire in Space                   | 17. Dez. 1978        | 17. Mai 1989                          | Christian I. Nyby II                                        | Jim Carlson & Terrence McDonnell Idee: Michael Sloan                                                       |
| Die Zylonen greifen die Kommandobrücke an, wobei eine Landebahn in Flammen gerät. Adama wird schwer verletzt und muss von Dr. Salik operiert werden. Das Feuer greift auf den Freizeitbereich über, in dem sich Boxey, Boomer und Athena aufhalten. Mit Hilfe des Roboterhundes Muffit werden die Eingeschlossenen mit Atemmasken versorgt, die ihnen das Leben retten. Denn zum Abtöten der Flammen werden Löcher in die Außenhülle gesprengt und das Vakuum ins Schiff gelassen. / Mit George Murdock (Dr. Salik), William Bryant (Feuerwehrhauptmann), Jeff MacKay (Zweites Besatzungsmitglied), David Greenan (Officer Omega). |           |                                                                                           |                                 |                      |                                       |                                                             | |
| 15 | 15        | Teuflische Versuchung, Teil 1                                                             | War of the Gods, Part 1         | 14. Jan. 1979        | 31. Mai 1989                          | Daniel Haller                                               | Glen A. Larson                                                                                             |
| Geheimnisvolle weiße Lichter bringen mehrere Kampfjäger zum Verschwinden, darunter auch Bojays Jäger. Starbuck und Apollo, die beim Triad-Spiel gerade gegen Boomer und dessen Spielpartner gewonnen haben, sollen die verschwundenen Jäger suchen und finden auf einem benachbarten Planeten Fürst Iblis als einzelnen Überlebenden eines Raumschiff-Absturzes. Dieser verspricht Nahrung für alle, Auslieferung von Baltar und das Aufzeigen des Weges zur Erde, wenn sich die Galactica unter seine Führung stellt. Adama zieht den Vorschlag ernstlich in Erwägung. Und tatsächlich begibt sich Baltar an Bord der Galactica. / Mit John Williams, George Murdock (Dr. Salik), Janet Louise Johnson (Jolly), Jack Stauffer, Ed Begley jr., Patrick MacNee (Fürst Iblis), John Dullaghan (Dr. Wilker), Kirk Alyn (Alter Mann), Paula Victor (Alte Frau), Sarah Rush (Rigel), Paul Coufos (Erster Pilot), Chip Johnson (Dritter Pilot), Bruce Wright (Gardist), Leann Hunley (Kämpferin), David Greenan (Omega), Olan Soulé (Carmichael), Norman Stuart (Zweiter Staatsmann), Anne Lockhart (Sheba). |           |                                                                                           |                                 |                      |                                       |                                                             | |
| 16 | 16        | Teuflische Versuchung, Teil 2                                                             | War of the Gods, Part 2         | 21. Jan. 1979        | 7. Juni 1989                          | Daniel Haller                                               | Glen A. Larson                                                                                             |
| Nachdem sich Baltar an Bord der Galactica begeben hat, wird er verurteilt und auf das Gefängnisschiff gebracht. Doch Baltar erkennt Iblis, denn es ist der Teufel persönlich, der oberste Herrscher der Zylonen. Als Apollo und Starbuck den Planeten erneut durchsuchen, auf dem sie Iblis gefunden hatten, wird Apollo von Iblis getötet. Auf dem Rückflug gelangen Starbuck und Sheeba an Bord eines riesigen Raumschiffes, von dem die weißen Lichter stammten. Diese erweisen sich als eine Art "Engel", die Apollo wieder zum Leben erwecken. Die drei kehren ebenso wie die Piloten der verschwundenen Kampfjäger wieder an Bord der Galactica zurück, können sich jedoch an die Engel nicht mehr erinnern. / Mit John Williams, Patrick MacNee (Fürst Iblis), John Dullaghan (Dr. Wilker), Sarah Rush (Rigel), David Greenan (Omega), Norman Stuart (2. Staatsmann). |           |                                                                                           |                                 |                      |                                       |                                                             | |
| 17 | 17        | Der Mann mit den neun Leben                                                               | The Man with Nine Lives         | 28. Jan. 1979        | 19. Juli 1989                         | Rod Holcomb                                                 | Donald P. Bellisario                                                                                       |
| Starbuck lernt im Kasino einen fremden Mann namens Chameleon kennen, der behauptet, sein Vater zu sein. In Wirklichkeit will dieser aber nur durch die Anwesenheit der imperialen Krieger vor den drei Borellianern Maga, Bora und Taba geschützt sein, die ihm für einen früheren Betrug Blutrache geschworen haben. Als Starbuck dahinterkommt, hat er den Fremden trotzdem ins Herz geschlossen und sie trennen sich in Freundschaft. Obwohl Cassiopeia herausgefunden hat, dass Chameleon tatsächlich Starbucks Vater ist, verrät sie dies nicht, damit Starbuck an Bord der Galactica bleibt. / Mit Anne Jeffreys (Siress Blassie), Lance Le Gault (Maga), Robert Feero (Bora), Anthony de Longis (Taba), Fred Astaire (Chameleon), Bruce Wright (Lomas), Dan Barton (Crewman), Patricia Stich (Zara), Frank Parker (Zed), Leann Hunley (weiblicher Pilot), Alex Hyde-White (männlicher Pilot), David Greenan (Omega), John Holland (Maitre'd), Lynn Halpern (Dealer). |           |                                                                                           |                                 |                      |                                       |                                                             | |
| 18 | 18        | Unter Mordverdacht                                                                        | Murder on the Rising Star       | 18. Feb. 1979        | 14. Juni 1989                         | Rod Holcomb                                                 | Donald P. Bellisario, Jim Carlson & Terrence McDonnell Idee: Michael Sloan                                 |
| Ortega ist ein brutaler Sportler, der Starbuck oft hart angeht. Aus Wut sagt Starbuck, dass er ihn das nächste Mal tötet. Kurz danach wird Ortega erschossen und Starbuck ist der Hauptverdächtige. Apollo verteidigt ihn gegen den Staatsanwalt Siris. Mit Hilfe von Baltar kann Apollo den Fall aufklären. Ortega ließ bei der Flucht von Caprica gegen Geld die drei Leute unrechtmäßig an Bord. Einer von ihnen war der Verräter Karibdis, der die Zylonen nach Caprica holte. Ortega erpresste die drei regelmäßig um weiteres Geld. Deshalb brachte ihn der Verräter um. / Mit Brock Peters (Solon), W.K. Stratton (Barton), Ben Frank, Lyman Ward (Karybdis), Frank Ashmore (Ortega), John Dullaghan (Dr. Wilker), Jeff MacKay (CPI Komma), Newell Alexander (Elias), Frank Parker (Zed), Patricia Stich (Zara), Ted Noose (Offizieller), Paul LeClair (Erster Gardist). |           |                                                                                           |                                 |                      |                                       |                                                             | |
| 19 | 19        | Kontakte zur Erde, Teil 1                                                                 | Greetings from Earth, Part 1    | 25. Feb. 1979        | 21. Juni 1989                         | Rod Holcomb                                                 | Glen A. Larson                                                                                             |
| Starbuck und Apollo finden ein altertümliches Raumschiff, in dem sich im Tiefschlaf Michael, Sarah und vier Kinder befinden. Sie bringen sie an Bord der Galactica, wo der Rat der Zwölf gegen die Bedenken von Dr. Salik darauf besteht, die Tiefschlafenden aufzuwecken. Dr. Wilker, der offenbar weniger Skrupel hat, erzeugt fahrlässig einen Kurzschluss der Schlafkammern, der Michael und Sarah erweckt. Die beiden kommen von "Luna 5", wo die Luft wesentlich dünner ist. Dort mussten sie vor der östlichen Allianz fliehen. Starbuck, Apollo und Cassiopeia ermöglichen im Einverständnis mit Commander Adama den Aufgeweckten die Flucht von der Galactica. / Mit Randolph Mantooth (Michael), Kelly Harmon (Sarah), Murray Matheson, George Murdock, John Dullaghan (Dr. Wilker), Lesley Woods, Frank Marth, Curt Lowens, Lloy Bochner (Commandant Leiter), Bobby Van (Hector), Ray Bolger (Vector), Jeff MacKay (CPI Komma), Newell Alexander (Elias), Frank Parker (Zed), Patricia Stich (Zara), Ted Noise (Offizieller), Paul LeClair (Erster Gardist). |           |                                                                                           |                                 |                      |                                       |                                                             | |
| 20 | 20        | Kontakte zur Erde, Teil 2                                                                 | Greetings from Earth, Part 2    | 25. Feb. 1979        | 28. Juni 1989                         | Rod Holcomb                                                 | Glen A. Larson                                                                                             |
| Starbuck und Apollo landen mit Michael, Sarah und den Kindern auf deren Zielplaneten Paraden, wo sie ein neues Leben beginnen wollen. Sarahs Vater ist inzwischen gestorben, nur die beiden Roboter Vector und Hector leben noch auf der Farm, die auch einige unfreundliche Nachbarn hat, die Morlands. Sarah zerstört die Kampfschiffe von Apollo und Starbuck, damit diese bei ihnen bleiben. In einer verlassenen Stadt, deren Bewohner im Krieg getötet wurden, sucht Starbuck nach hinterlassenen Aufzeichnungen. Er wird wegen Sauerstoffmangels bewusstlos, kann aber noch rechtzeitig gerettet werden. Als die östliche Allianz ein Kriegsschiff vorbeisendet, ist dieses den Piloten von der Galactica deutlich unterlegen. Die Soldaten werden gefangen genommen und in ihrem eigenen Schiff zur Galactica gebracht. / Mit Randolph Mantooth (Michael), Kelly Harmon (Sarah), Murray Matheson, George Murdock, John Dullaghan (Dr. Wilker), Lesley Woods, Frank Marth, Curt Lowens, Lloy Bochner (Commandant Leiter), Bobby Van (Hector), Ray Bolger (Vector), Gary Vinson (Doyle), Ron Kelly (Sicherheitsoffizier), Alex Rodine (Lanceman), Lester Fletcher (Donner), David Greenan (Omega), Michele Carol Larson (Charity), Gillian Greene (Melanie), G.Eric Larson (Todd), Kimberly Woodward (Loma), David G. Larson (Baby Walker), Donald Mantooth (Med. Techniker).                     |           |                                                                                           |                                 |                      |                                       |                                                             | |
| 21 | 21        | Fluchtgefahr                                                                              | Baltar’s Escape                 | 11. März 1979        | 26. Juli 1989                         | Winrich Kolbe                                               | Donald P. Bellisario                                                                                       |
| Der Rat der Zwölf will mit den Gefangenen der östlichen Allianz verhandeln und beendet deshalb den Kriegszustand, um statt Adama wieder selbst alle Entscheidungen treffen zu können. Sirestina, ein Mitglied des Rats, überwacht ab sofort auf der Brücke alle Entscheidungen von Adama und Tigh. Als Baltar sich mit den gefangenen Borellianern und den Soldaten der östlichen Allianz verbündet, gelingt ihnen die Flucht vom Gefängnisschiff. Beim Versuch, die Galactica zu übernehmen, scheitern sie jedoch und nehmen den Rat der Zwölf, sowie Booma und Sheeba als Geiseln. Es gelingt jedoch, Baltar zu täuschen, da seine Androiden fehlprogrammiert wurden und seine Befehle nicht mehr korrekt ausführen. / Mit Ina Balin (Sirestina?), Lloyd Bochner, John Hoyt, Robert Feero (Bora), Anthony DeLongis (Taba), Lance LeGault (Maga), Bruce Wright (Vierter Gardist), John Dulaghan (Dr. Wilker), Ron Kelly (Erster Gardist), Sarah Rush (Rigel), David Greenan (Omega), Mitchell Reta (Kontrolloperator), Paul Tinder (Fünfter Gardist), Paul LeClair (Zweiter Gardist). |           |                                                                                           |                                 |                      |                                       |                                                             | |
| 22 | 22        | Kriegsgefahr                                                                              | Experiment in Terra             | 18. März 1979        | 2. Aug. 1989                          | Rod Holcomb                                                 | Glen A. Larson                                                                                             |
| Apollo wird von den engelsgleichen Wesen, die ihm einstmals das Leben retteten, nach Terra verfrachtet. Deren Anführer Jon fordert ihn auf, den drohenden Krieg zwischen der östlichen Allianz und Terra zu verhindern. Apollo erscheint vom Aussehen her wie Charlie Watts, dem auf Luna I festgehaltenen Freund von Brenda, deren Vertrauen er dadurch erringen kann. Dennoch werden beide festgenommen, ebenso wie Brendas Vater, General Maxwell. Starbuck, der Apollo gefolgt ist, kann sie befreien. Die Galactica trennt sich von der Flotte und fliegt mit Lichtgeschwindigkeit ebenfalls nach Terra. Als die Atomraketen der östlichen Allianz bereits im Anflug sind, und der Gegenschlag von Terra ebenfalls bereits erfolgte, kann die Galactica mittels eines Schutzschirms alle Raketen bereits in der Troposphäre zur Explosion bringen und so die gegenseitige Zerstörung verhindern. Am Ende erfährt Apollo von Jon, dass Terra nicht die Erde ist. / Mit Melody Anderson, Peter D. MacLean, Edward Mulhare, Nehemiah Persoff, Logan Ramsey, Ken Swofford, Jeff MacKay (2. Besatzungsmitglied), David Greenan (Omega). |           |                                                                                           |                                 |                      |                                       |                                                             | |
| 23 | 23        | Die Meuterei                                                                              | Take the Celestra               | 1. Apr. 1979         | 24. Mai 1989                          | Daniel Haller                                               | Jim Carlson & Terrence McDonnell Idee: Jim Carlson, Terrence McDonnell, David G. Phinney & David G. Arthur |
| Starbuck trifft bei einer Ordensverleihung für Commander Kronus seine alte Freundin Aurora wieder, von der er annahm, dass sie beim Angriff der Zylonen getötet worden sei. Er fliegt ihr zu deren Schiff Celestra nach. Dort herrscht unter Commander Kronus dessen rücksichtsloser Stellvertreter Charka. Der treibt Aurora und ihren Freund Damon zu einer Meuterei, die aber dank der unfreiwilligen Hilfe Starbucks und Apollos niedergeschlagen wird. Beim Rückflug zur Galactica wird das Shuttle mit Kronus und den Gefangenen von Charka in die Irre geführt, damit es nie wieder zur Flotte zurückkehren und er allein das Kommando haben kann. Doch es gelingt Kronus, Starbuck und Apollo dank der Unterstützung der Gefangenen, zur Celestra zurückzukehren und Charka außer Gefecht zu setzen. / Mit Ina Balin (Aurora), Paul Fix (Kronus), Nick Holt (Charka), Randy Stumpf (Damon), Richard Styles (Hermes), Lloyd Bochner, John Hoyt, Robert Feero (Bora), Anthony deLongis (Taba), Lance LeGault (Maga), Richard Styles (Hermes), James R. Parker (Erster Meuterer), Michael Horsley (Zweiter Meuterer), David Greenan (Omega), Ted Hamaguchi (Drittes Besatzungsmitglied), Robert Murvin (Offizier vom Dienst). |           |                                                                                           |                                 |                      |                                       |                                                             | |
| 24 | 24        | Die große Schlacht                                                                        | The Hand of God                 | 29. Apr. 1979        | 9. Aug. 1989                          | Donald P. Bellisario                                        | Donald P. Bellisario                                                                                       |
| Starbuck, Apollo und Sheba entdecken einen Basisstern der Zylonen. Adama befiehlt den Angriff. Baltar wird vom Gefängnisschiff geholt. Adama verspricht ihm die Freilassung auf einem bewohnbaren Planeten mit ausreichend Ausrüstung und Proviant, wofür er Starbuck und Apollo bereitwillig mit notwendigen Informationen unterstützt. Die beiden fliegen mit Baltars Schiff zum Basisschiff und legen die Steuerzentrale lahm. Die Galactica kann daraufhin mit ihren Waffen das Basisschiff zerstören. Der Weg zur Erde ist damit frei. |           |                                                                                           |                                 |                      |                                       |                                                             | |

Der Pilotfilm wurde im Original zuerst als Spielfilm ausgestrahlt.
Einige Quellen geben abweichend den 5. Juli 1989 als deutschsprachiges Erstausstrahlungsdatum der Folge 17 und den 12. Juli 1989 als deutschsprachiges Erstausstrahlungsdatum der Folge 21 an.

### Galactica 1980 (einzige Staffel 1980 bzw. Staffel 2)
Die Erstausstrahlung von Galactica 1980 war vom 27. Januar bis zum 4. Mai 1980 auf dem US-amerikanischen Sender ABC zu sehen. Die deutschsprachige Erstausstrahlung fand vom 16. August bis zum 18. Oktober 1989 auf dem Sender RTL plus statt. Der aus mehreren Folgen zusammengeschnittene Kinofilm Das Ende einer Odyssee – Galactica III wurde bereits am 4. September 1981 im deutschen Kino und am 23. Dezember 1985 in der ARD im deutschsprachigen Fernsehen erstausgestrahlt.
| Nr. (ges.) | Nr. (St.) | Deutscher Titel                                                                              | Originaltitel                       | Erstausstrahlung USA | Deutschsprachige Erstausstrahlung (D) | Regie               | Drehbuch                                   |
| --- | --------- | -------------------------------------------------------------------------------------------- | ----------------------------------- | -------------------- | ------------------------------------- | ------------------- | ------------------------------------------ |
| 25 | 01        | Erforschung der Erde (Teile daraus verwendet in Das Ende einer Odyssee – Galactica III)      | Galactica discovers Earth, Part 1   | 27. Jan. 1980        | 16. Aug. 1989                         | Sidney Hayers       | Glen A. Larson                             |
| Die Galactica hat die Erde erreicht. Doch die Zylonen sind ihr gefolgt. Adama erfährt das überrascht aus dem Munde des superintelligenten Knaben Dr. Zee. Die Erde allerdings ist auf dem Entwicklungsstand des Dreh-Jahres 1980. Man schickt deshalb Gruppen auf die Erde, die deren Bewohnern wissenschaftliche Erkenntnisse und damit die Entwicklung voranbringen wollen. Eines der Teams besteht aus Apollos Sohn Troy und dessen Freund Dillon. Sie wollen Dr. Mortinson kontaktieren und bedienen sich dabei der Hilfe der Journalistin Jamie Hamilton, die sich gerade bei der United Broadcasting Company bewerben will. Doch die Polizei vermutet eine Entführung von Dr. Mortinson durch Terroristen und verhaftet die beiden. Mit Hilfe von Dr. Zees neuer Erfindung können sie entkommen, indem sie sich unsichtbar machen. / Mit Richard Lynch (Dr. Xavier), Robbie Rist (Dr. Zee), Robert Reed (Dr. Mortinson), Pamela Susan Shoop (Carlyle), Sharon Acker, Fred Holliday, Richard Eastham (General Cushing), Vernon Weddle (Erster Polizist), David Moses (Zweiter Polizist), Brion James (Willy), Mickey Jones (Donzo). |           |                                                                                              |                                     |                      |                                       |                     |                                            |
| 26 | 02        | Gefahr für die Menschheit (Teile daraus verwendet in Das Ende einer Odyssee – Galactica III) | Galactica discovers Earth, Part 2   | 3. Feb. 1980         | 23. Aug. 1989                         | Sidney Hayers       | Glen A. Larson                             |
| Dillon und Troy kommen hinzu, als sich Jamie mit Dr. Mortinson trifft. Auf der Flucht vor Jamies Journalisten-Kollegen wecken sie die Aufmerksamkeit der Polizei, der sie jedoch entkommen können. Als Dillon und Troy auf die Galactica zurückgerufen werden, erzwingt Jamie den Mitflug. Inzwischen ist ein neues Problem entstanden: Dr. Xavier will die Entwicklung der Erde beschleunigen, indem er per Zeitreise ins Jahr 1944 springt und Hitlerdeutschland den Sieg im Zweiten Weltkrieg ermöglicht. Troy, Dillon und Jamie folgen ihm und nehmen Kontakt mit dem amerikanischen Fallschirmspringer Major Stockwell auf. / Mit Richard Lynch (Xavier), Robbie Rist (Dr. Zee), Robert Reed (Dr. Mortinson), Christopher Stoone, Albert Paulsen, Louis Turenne, Michael Strong, Fred Holliday, Herbert Jefferson jr. (Boomer), Ted Gehring (Sheriff), Curt Lowens (Deutscher Commander), James R. Parkes (Willys Vater), Bruce Wright (Aide), Adam Starr (Junge Willy), Missy Francis (kleines Mädchen). |           |                                                                                              |                                     |                      |                                       |                     |                                            |
| 27 | 03        | Der Machtkampf                                                                               | Galactica discovers Earth, Part 3   | 10. Feb. 1980        | 30. Aug. 1989                         | Sidney Hayers       | Glen A. Larson                             |
| Es gelingt Troy und Dillon, in Peenemünde die V2 zu zerstören, woraufhin Xavier wegen Spionage verhaftet wird. Doch er entkommt und flieht in die Gegenwart, wo er Dr. Mortinson aufsucht. Die drei Vipern von Troy, Dillon und Xavier wurden gefunden und auf einen Luftwaffenstützpunkt gebracht. Xavier gelingt es, seine Viper zu entführen, ebenso den ihn verfolgenden Troy und Dillon, die auch Jamie vorübergehend wieder mit an Bord der Galactica nehmen. / Mit Richard Lynch (Xavier), Robbie Rist (Dr. Zee), Robert Reed (Dr. Mortinson), Christopher Stoone, Albert Paulsen, Louis Turenne, Michael Strong, Fred Holliday, Herbert Jefferson jr. (Boomer), Ted Gehring (Sheriff), Hank Brandt (Colonel), James R. Parkes (Willys Vater), Adam Starr (Junge Willy), Curt Lowens (deutscher Kommandeur), Duncan McKenzie (3. Wächter), Jonathan Williams (2. Wächter), Paul Brown (4. Wächter), Ray Duke (Zeitungsjunge), Doug Hale (Lufwaffenmajor), Billy Jacoby (Tucker), Missy Francis (kleines Mädchen). |           |                                                                                              |                                     |                      |                                       |                     |                                            |
| 28 | 04        | Rettung der Kinder                                                                           | The Super Scouts, Part 1            | 16. März 1980        | 6. Sep. 1989                          | Vince Edwards       | Glen A. Larson                             |
| Dr. Zee sieht voraus, dass die Zylonen diesmal die Kinder der Kolonisten als Opfer ausersehen haben. Kurz danach greifen diese tatsächlich das Schulschiff Delphi an. Die Kinder können zwar entkommen, aber das Schulschiff wird zerstört. Troy und Dillon müssen mit 12 Kindern auf der Erde notlanden, wo sie einen unfreiwilligen Bankraub begehen und die Kinder mit Pfadfinder-Utensilien ausstatten. Einige Kinder erkranken, weil sie Wasser aus einem See getrunken haben, in den die Abwasser einer chemischen Fabrik münden. Als Dillon und Troy deren Direktor Mr. Stockwell darauf aufmerksam machen, schickt der ihnen die Polizei auf den Hals. / Mit Patrick Stuart, Alan Miller, George Deloy, John Quade, Mike Kellin, Michael Swan, Fred Holliday, Carlene Watkins, Caroline Smith, Jack Ging, Herbert Jefferson jr., Simon Scott (Captain), Helen Page Camp (Verkäuferin), Ken Scott (Kopilot). |           |                                                                                              |                                     |                      |                                       |                     |                                            |
| 29 | 05        | Rettung der Kinder, Teil 2                                                                   | The Super Scouts, Part 2            | 23. März 1980        | 13. Sep. 1989                         | Sigmund Neufeld Jr. | Glen A. Larson                             |
| Dillon und Troy entkommen der Polizei. Sie zwingen den Direktor der Fabrik, sie mit den erkrankten und inzwischen hirntoten Kindern in eine verlassenes Armeeareal zu fahren. Dort landen Dr. Zee und Adama mit einem neuentwickelten Untertassen-ähnlichen Schiff. Die Kinder können reanimiert werden. Dem Direktor werden die Folgen der Umweltverschmutzung anhand einer Simulation verdeutlicht. Sein eigener Sohn kommt daran ums Leben. Daraufhin bereut der Direktor seine Taten. |           |                                                                                              |                                     |                      |                                       |                     |                                            |
| 30 | 06        | Die Erpressung                                                                               | Spaceball                           | 30. März 1980        | 20. Sep. 1989                         | Barry Crane         | Jeff Freilich, Glen A. Larson & Frank Lupo |
| Xavier verändert sein Äußeres und tritt als Ltn. Nash auf, um Troy und Dillon mit einer sabotierten Viper auf eine Mission zu schicken. Er will inzwischen die Kinder entführen und damit die Galactica zur Straffreiheit erpressen. Das misslingt jedoch, weil Jamie in cleverer Weise ein Baseball-Spiel benutzt, um die Kinder einerseits vor Sydell von der US-Army (wenn sie verlieren) und andererseits vor Xavier (wenn sie gewinnen) zu schützen. Unterwegs im All können Troy und Dillon im letzten Moment, bevor der Sauerstoff ausgeht, die Viper reparieren und zur Erde zurückkehren. / Mit Patrick Stuart, Allan Miller, Paul Koslo (Billy), Bert Rosario (Hal), Fred Holliday (Col. Sydell), Jeremy Brett (Xavier mit neuem Gesicht). |           |                                                                                              |                                     |                      |                                       |                     |                                            |
| 31 | 07        | Die Landung der Cylonen (Teile daraus verwendet in Das Ende einer Odyssee – Galactica III)   | The Night the Cylons landed, Part 1 | 13. Apr. 1980        | 27. Sep. 1989                         | Sigmund Neufeld Jr. | Glen A. Larson                             |
| Die Zylonen sind wieder da und haben ein neues Schiff entwickelt, das von Viper-Piloten beschädigt wird und auf der Erde notlanden muss. Nun machen sich der Zylone Andromus (in Menschengestalt) und ein Zenturio auf, um einen starken Sender zu finden und das Basisschiff darüber zu informieren, dass sie den langgesuchten Heimatstern der menschlichen Rasse gefunden haben. / Mit Patrick Stuart, William Daniels, Lara Parker, Peter Mark Richman (Colonel Griggs), Roger Davis, Wolfman Jack. |           |                                                                                              |                                     |                      |                                       |                     |                                            |
| 32 | 08        | Hetzjagd durch New York (Teile daraus verwendet in Das Ende einer Odyssee – Galactica III)   | The Night the Cylons landed, Part 2 | 20. Apr. 1980        | 4. Okt. 1989                          | Barry Crane         | Glen A. Larson                             |
| Die Zylonen Andromus und der Centurier sind von Norman und Shirley auf eine Halloween-Party gebracht worden, wo sie den Radiomacher Wolfman Jack kennenlernen. Sie zwingen ihn, sie zur Sendestation zu bringen. Erst im letzten Moment können die beiden von Troy und Dillon gestoppt werden. / Mit William Daniels (Norman), Roger Davis (Andromus), Peter Mark Richman (Colonel Briggs), Lara Parker (Shirley), Wolfman Jack (Wolfman Jack). |           |                                                                                              |                                     |                      |                                       |                     |                                            |
| 33 | 09        | Neue Partner                                                                                 | Space Croppers                      | 27. Apr. 1980        | 11. Okt. 1989                         | Daniel Haller       | Robert McCullough                          |
| Nach einem Angriff der Zylonen auf die Agrarschiffe braucht die Galactica unbedingt Getreide zur Versorgung der Flotte. Troy und Dillon gehen mit dem notleidenden Farmer Hektor Alonzo eine Partnerschaft ein, um das Problem zu lösen. Doch der Nachbar des Farmers, John Steadman, kontrolliert die notwendigen Wasserreserven. Jamie bringt die Pfadfinder als Saathelfer, die Galactica sorgt für künstlichen Regen. Steadman, der das beobachtet hatte und wegen der angeblichen Präsenz von Außerirdischen die Polizei alarmiert, blamiert sich damit selbst. Schließlich gelingt es, eine Zusammenkunft der Farmergenossenschaft zu organisieren, auf der die Verteilung des Wassers demokratisch geändert wird. / Mit Ana Alicia (Gloria), Dana Elcar (John Steadman), Anna Navarro, Bill Cort, Bill McKinney, Herbert Jefferson jr (Boomer), Ned Romero (Hektor Alonzo), Booth Colman (Rogers), Joaquin Garay III (Chris), Andy Jarrell (Maze), Phil Levien (Dante), Dennis Haysbert (Kreatur), John Dantona (Foley), Gordon Haight (Deacon), Stefan Haves (Channon), Lance Mugleston (Pilot).                                 |           |                                                                                              |                                     |                      |                                       |                     |                                            |
| 34 | 10        | Das Geheimnis um Starbuck                                                                    | The Return of Starbuck              | 4. Mai 1980          | 18. Okt. 1989                         | Ron Satlof          | Glen A. Larson                             |
| Dr. Zee erzählt Adama einen Traum, in dem Starbuck nach einem Zylonenangriff infolge einer Fehlfunktion seiner Viper die Verbindung zur Flotte verlor und auf einem einsamen Planeten notlanden musste. Er repariert einen Zylon aus einem ebenfalls dort abgestürzten Zylonenschiff und nennt ihn "Cy". Obwohl dieser zunächst feindselig reagiert, freundet er sich mit Starbuck an. Als er spürt, dass Starbuck sich dennoch einsam fühlt, bringt er ihm eine bewusstlose schwangere Frau names Angela. Nach der Geburt des Kindes werden sie von anderen Zylonen entdeckt und angegriffen. Starbuck hat inzwischen aus den Resten seiner Viper und des Zylonenschiffes ein flugfähiges Shuttle zusammengebaut, mit dem die Frau und das Kind zurück zur Galactica fliegen können. Cy hilft ihm, die Zylonen zu besiegen. Adama offenbart Dr. Zee, dass er dieses Kind sei. / Mit Patrick Stuart (Dr. Zee), Dirk Benedict (Starbuck), Judith Chapman (Angela), Herbert Jefferson jr. (Colonel Boomer), Ellen Gerkin (Besatzungsmitglied), Rex Cutter (Centurion).                                                                     |           |                                                                                              |                                     |                      |                                       |                     |                                            |

### Fernsehfilme
Nach Einstellung der Fernsehserie wurden alle Episoden der Originalserie für unabhängige Fernsehstationen neu geschnitten in Form von Fernsehfilmen, einschließlich einer dritten Schnittversion des Pilotfilms Kampfstern Galactica. Die zweiteiligen Episoden Der verlorene Planet der Götter, Das Geschütz auf dem Eisplaneten Null, Mission Galactica: Angriff der Zylonen und Die große Schlacht wurden jeweils zusammengefügt und mit über fünf Minuten ehemals herausgeschnittener Szenen erweitert. Die verbliebenen Einzelepisoden wurden in Zwei-Stunden-Blöcke zusammengeschnitten und mit teilweise neu synchronisierten Dialogen ergänzt, damit die Handlung besser zusammenpasst, weil die Episodenreihenfolge nicht mehr stimmt. Der letzte Fernsehfilm, eine erweiterte Version von Kriegsgefahr, wurde mit einigen Szenen aus der Galactica 1980-Folge Das Geheimnis um Starbuck kombiniert und enthält neues Filmmaterial, in dem ein Astronaut Commander Adamas Logbuch findet, welches die Handlung der Serie schildert.
| Nr. | Fernsehfilm            | Original-Episoden                                                     |
| --- | ---------------------- | --------------------------------------------------------------------- |
| 1   | Battlestar Galactica   | Saga of a Star World I–III                                            |
| 2   | Lost Planet of Gods    | Lost Planet of the Gods I–II (verlängert)                             |
| 3   | Gun on Ice Planet Zero | Gun on Ice Planet Zero I–II (verlängert)                              |
| 4   | The Phantom in Space   | The Lost Warrior und The Hand of God                                  |
| 5   | Space Prison           | The Man With Nine Lives und Baltar’s Escape                           |
| 6   | Space Casanova         | Take the Celestra und The Long Patrol                                 |
| 7   | Curse of the Cylons    | Fire in Space und The Magnificent Warriors                            |
| 8   | The Living Legend      | The Living Legend I–II (verlängert)                                   |
| 9   | War of the Gods        | War of the Gods I–II (verlängert)                                     |
| 10  | Greetings from Earth   | Greetings from Earth I–II                                             |
| 11  | Murder in Space        | Murder on the Rising Star und The Young Lords                         |
| 12  | Experiment in Terra    | The Return of Starbuck (gekürzt) und Experiment in Terra (verlängert) |

## Auszeichnungen (Auswahl)
- 1979 wurde die Serie in den Kategorien Outstanding Costume Design for a Series sowie Outstanding Individual Achievement – Creative Technical Crafts mit dem Emmy ausgezeichnet.
- Richard Hatch wurde im selben Jahr als Bester Fernsehdarsteller für den Golden Globe Award nominiert. Auch die gesamte Serie erhielt eine Nominierung.

## Plagiatsvorwurf
Wegen verschiedener Anklänge an George Lucas’ Film Krieg der Sterne (1977) war Kampfstern Galactica Gegenstand gerichtlicher Auseinandersetzungen. Pikanterweise zeichnete bei den ersten Folgen noch John Dykstra, der damals für Lucas’ Firma Industrial Light and Magic tätig war, die auch an Star Wars gearbeitet hatte, für die Spezialeffekte verantwortlich.
1978 verklagte 20th Century Fox das Filmstudio Universal Studios (den Produzenten von Kampfstern Galactica) aufgrund dieses Plagiatsvorwurfes. Es wurde Universal Studios vorgeworfen, sie hätten über 34 Ideen von Krieg der Sterne gestohlen. Universal Studios hingegen warf den Verantwortlichen von Krieg der Sterne vor, Ideen aus ihrer Serie Buck Rogers aus den 1930er Jahren gestohlen zu haben. Der Rechtsstreit endete 1980 unentschieden.

## Nachleben der Serie
- Der südafrikanische Film Space Mutiny[13] von 1988 nutzte komplette Galactica-Weltraumszenen der Serie[14]. Ansonsten hat der Film keine Verbindung zur Serie oder den Galactica-Filmen.
- Zwischen 1998 und 1999 produzierte Richard Hatch, Darsteller des Captain Apollo in der ursprünglichen Serie und des Ex-Terroristen Tom Zarek der neuen Serie, einen professionellen fünfminütigen Trailer unter dem Titel Battlestar Galactica: The Second Coming, der ein Konzept für eine neue Serie oder einen Kinofilm präsentierte. Inhaltlich sollte die neue Serie an die alte anschließen, die Ereignisse aus der ungeliebten Serie Galactica 1980 ignorierend. Trotz eines gewissen Interesses bei Universal Pictures kam es nie zu einer Umsetzung der Idee.
- Bei YouTube ist der Fanfilm Battlestar 1999 zu finden. Dieser Film ist ein 43-minütiges Crossover zwischen den Kult-Serien Kampfstern Galactica und Mondbasis Alpha 1. Das Filmmaterial wurde aus den Originalepisoden zusammengeschnitten sowie mit neuen Specials Effects und neuer Handlung zusammengefügt.
- 2003 wurde die Mini-Serie Battlestar Galactica ausgestrahlt, die der ehemalige Star-Trek-Drehbuchautor und Produzent Ronald D. Moore entwickelt hat. Sie erzählt die Geschichte des Angriffs auf die Kolonien der Menschen und die darauf folgende Zusammenstellung der Flüchtlingsflotte. Dieses Konzept des Reimagining war sehr erfolgreich und führte zu vier Serienstaffeln, drei Fernsehfilmen (Razor, The Plan und Blood & Chrome) sowie der Prequel-Serie Caprica.

## Romane und Literatur

### Romane
- Glen A. Larson, Robert Thurston: „Kampfstern Galactica“, Goldmann, ISBN 3-442-23748-3.

      
Handlung der drei Pilotepisoden bzw. des Spielfilms Kampfstern Galactica (1978).
- Glen A. Larson, Robert Thurston: „Kampfstern Galactica 2 – Die Todesmaschine von Cylon“, Goldmann, ISBN 3-442-23749-1

      
Basiert auf der Serien-Doppelfolge Das Geschütz auf dem Eisplaneten Null.
- Glen A. Larson, Robert Thurston: „Kampfstern Galactica 3 – Die Gräber von Kobol“, Goldmann, ISBN 3-442-23750-5

      
Basiert auf der Serien-Doppelfolge Der verlorene Planet der Götter.
- Glen A. Larson, Robert Thurston: „Kampfstern Galactica 4 – Die jungen Krieger“, Goldmann, ISBN 3-442-23751-3

      
Basiert auf der Serienfolge Der Gegenangriff.
- Glen A. Larson, Michael Resnick: „Kampfstern Galactica 5 – Die Entdeckung der Erde“, ISBN 3-442-23752-1

      
Basiert auf den drei Pilotepisoden von Galactica 1980 (Galactica discovers Earth). Da die folgenden neun Romane aufgrund des großen Erfolges veröffentlicht wurden und vor der Entdeckung der Erde spielen, wurde im Prolog zum folgenden Band 6 dargestellt, dass es sich bei den folgenden Bänden um Aufzeichnungen der „Adama-Tagebücher“ handelt, die von Troy nach Adamas Tod im Orbit über der Erde auf der Galactica abgerufen werden.
- Glen A. Larson, Nicholas Yermakov: „Kampfstern Galactica 6 – Zu Lebzeiten Legende“, Goldmann, ISBN 3-442-23790-4

      
Basiert auf der Serien-Doppelfolge The Living Legend. Die beiden Serienepisoden von The Living Legend wurden auch für den Spielfilm Mission Galactica: Angriff der Zylonen verwendet. Film und Serie widersprechen sich. Der Roman hält sich an die Fernsehserie und widerspricht damit dem Spielfilm.
- Glen A. Larson, Nicholas Yermakov: „Kampfstern Galactica 7 – Krieg der Götter“, Goldmann, ISBN 3-442-23791-2

      
Basiert auf der Serien-Doppelfolge Teuflische Versuchung.
- Glen A. Larson, Ron Goulart: „Kampfstern Galactica 8 – Grüße von der Erde“, Goldmann, ISBN 3-442-23792-0

      
Basiert auf der Serien-Doppelfolge Kontakte zur Erde.
- Glen A. Larson, Ron Goulart: „Kampfstern Galactica 9 – Verschollen im Chaos“, Goldmann, ISBN 3-442-23793-9

      
Basiert auf den Serienfolgen Fluchtgefahr / Kriegsgefahr.
- Glen A. Larson, Ron Goulart: „Kampfstern Galactica 10 – Wächter in der Zeit“, Goldmann, ISBN 3-442-23794-7

      
Basiert auf der Serienfolge Die lange Patrouille.
- Glen A. Larson, Robert Thurston: „Kampfstern Galactica 11 – Die Teufelsmaschine“, Goldmann, ISBN 3-442-23795-5

      
Basiert laut Impressum des Romans auf dem Drehbuch einer nicht realisierten Doppelfolge („based on the episodes 'The Nightmare machine'“).
- Glen A. Larson, Robert Thurston: „Kampfstern Galactica 12 – Stirb, Chamäleon“, Goldmann, ISBN 3-442-23796-3

      
Basiert nicht auf einer bestimmten Serienfolge, greift aber die Handlung der Episode Der Mann mit den neun Leben auf und setzt sie fort.
- Glen A. Larson, Robert Thurston: „Kampfstern Galactica 13 – Apollos Krieg“, Goldmann, ISBN 3-442-23797-1

      
Basiert nicht auf einer bestimmten Serienfolge, wurde aber offensichtlich von dem Film Angel Hill: l’ultima missione (1988, 'Bye Bye Vietnam') inspiriert. Der Film spielt im Vietnamkrieg und Richard Hatch (Darsteller des Apollo) verkörpert einen amerikanischen Soldaten.
- Glen A. Larson, Robert Thurston: „Kampfstern Galactica 14 – Übergebt die Galactica!“, Goldmann, ISBN 3-442-23799-8

      
Basiert nicht auf einer bestimmten Serienfolge, wurde offenbar auch inspiriert von der Star-Trek-Episode (Original-Serie) 1.13 Kodos, der Henker – The Conscience of the King: Baltar kommt als Schauspieler auf die Galactica.
- Glen A. Larson: „Kampfstern Galactica. Die Todesmaschine von Cylon. Die Gräber von Kobol“ (Drei Romane in einem Band), Goldmann, ISBN 3-442-10177-8

### Fortsetzung der Serie in Romanform durch Richard Hatch
In den 1990er Jahren schrieb Richard Hatch ebenfalls einige neue Romane, um die von ihm angestrebte oben erwähnte Neuverfilmung zu fördern.
Die Romane spielen einige Jahrzehnte nach der Serie Kampfstern Galactica.
Am Anfang der Reihe stirbt Adama und die nächste Generation (Apollo und Athena) übernimmt die Führung. Boxey (der Sohn von Apollo) und Dalton (eine neu eingeführte Tochter von Starbuck und der Pilotin Cassiopeia) sind erwachsen geworden und übernehmen den Part, den in der originalen Serie Apollo und Starbuck innehatten.
Hatch ignoriert Galactica 1980 fast völlig (Ausnahmen: Zum Beispiel nennt sich der erwachsene Boxey Troy. In Galactica 1980 haben die Menschen ein Verfahren erfunden, um Viper (und andere Gegenstände) unsichtbar zu machen. In Richards Hatchs Romanen verwenden die Menschen eine ähnliche Technik).
Hatchs Romane wurden bisher nicht ins Deutsche übersetzt. Die englischen Titel von Hatchs Romanen lauten:
- Battlestar Galactica: Armageddon (1. August 1997)
- Battlestar Galactica: Warhawk (1. September 1998)
- Battlestar Galactica: Resurrection (1. Juli 2001)
- Battlestar Galactica: Rebellion (1. Juli 2002)
- Battlestar Galactica: Paradis (1. Juli 2003)
- Battlestar Galactica: Destiny (29. Juni 2004)
- Battlestar Galactica: Redemption (25. November 2005)

## Comics
Marvel Comics publizierte eine kurzlebige Comic-Serie basierend auf den Filmen zwischen 1978 und 1981.
Weitere Comicserien gab es von Maximum Press (1995–1997), Realm Press (1998–1999) und Dynamite Entertainment (2006–2009). Dynamite Entertainment produzierte neben klassischen Comics zu Kampfstern Galactica auch eine düstere neuinterpretierte Version von Galactica 1980, wo die Entdeckung der Erde ganz anders geschildert wird. Außerdem veröffentlichte Dynamite Entertainment Comics zum Reboot von 2003.

## Video / DVD / BD

### Filme
Alle drei Kinofilme sind am 26. Juli 2013 in Deutschland von Koch Media in einer DVD-Box erschienen. Kampfstern Galactica wurde dabei nicht anamorph veröffentlicht. Mission Galactica: Angriff der Zylonen und Das Ende einer Odyssee liegen dagegen im korrekten 4:3-Vollbild-Format vor. Außerdem fehlt bei Kampfstern Galactica und Mission Galactica: Angriff der Zylonen der Sensurround-Ton der deutschen Kinoversion. Kampfstern Galactica wurde bislang als einziger Film von Universal außerdem auf Blu-ray veröffentlicht. Das Bild liegt nun anamorph im originalen Kinoformat (1,85:1) vor, der deutsche Sensurround-Ton fehlt hingegen erneut.

### Serien
Der Koch Media Verlag veröffentlichte die komplette Originalserie Kampfstern Galactica in drei DVD-Boxen.
Die erste dieser drei Boxen, Kampfstern Galactica – Das Original – Teil 1, erschien am 2. Dezember 2008. Die zweite Box, Kampfstern Galactica – Das Original – Teil 2, wurde am 12. März 2009 veröffentlicht. Die dritte Box, die die Serie Galactica 1980 enthält, kam am 7. August 2009 in den Handel.
- Kampfstern Galactica – Volume 1 DVD-Box mit 11 Folgen auf 4 DVDs (in deutscher und englischer Sprache) – VÖ: 2. Dezember 2008
- Kampfstern Galactica – Volume 2 DVD-Box mit 13 Folgen auf 5 DVDs (in deutscher und englischer Sprache) – VÖ: 12. März 2009
- Kampfstern Galactica – Volume 3 DVD-Box mit 10 Folgen auf 4 DVDs (in deutscher und englischer Sprache) – VÖ: 7. August 2009

Der Koch Media Verlag veröffentlichte den Inhalt der drei DVD-Boxen ebenfalls in einer DVD-Komplettbox.
- Kampfstern Galactica – Die komplette Serie DVD-Box mit 34 Folgen auf 13 DVDs (in deutscher und englischer Sprache) – VÖ: 15. Oktober 2010

Koch Media veröffentlichte die ganze Fernsehserie in HD in einer BD-Komplettbox:
- Kampfstern Galactica – Die komplette Serie wurde auf 9 Blu-ray Discs und einer Bonus-DVD mit allen 34 Folgen am 6. Dezember 2013 veröffentlicht (In deutscher und englischer Sprache; Extras: verschiedene Originaltrailer, Audiokommentare, Featuretten, Super-8-Fassungen, Dokumentation „Erinnerungen an Kampfstern Galactica“, Dokumentation „Galacticon“, geschnittene Szenen, Bildergalerie mit seltenem Werbematerial).
- Kampfstern Galactica – Der Pilotfilm: Der ungekürzte komplett deutsch synchronisierte Pilotfilm wurde von Koch Media im Nachhinein (am 8. Oktober 2015) als Einzel-BD veröffentlicht und ist in vollständig deutscher Fassung nicht in der TV-Komplettbox enthalten (in der Komplettbox sind fehlende Stellen nur in englischer Originalfassung mit deutschen Untertiteln). Bei der Neuveröffentlichung gibt es drei Tonspuren: 1. komplette deutsche Neusynchronisation (wie am 9. November 2013 erstmals ausgestrahlt), 2. alte deutsche Kinosynchronisation (bei fehlenden Stellen wurde der fehlende Ton von der Fernsehneusynchronisation übernommen), 3. englischer Originalton.

Super-8-Fassungen:
- Kampfstern Galactica, 2 × 110 m/farbig/Ton – Zweiteiler
- Mission Galactica, 2 × 110 m/farbig/Ton – Zweiteiler
- Das Ende einer Odyssee (Galactica ’80), 2 × 110 m/farbig/Ton – Zweiteiler

Alle drei Schnittfassungen sind von der Firma Piccolo Film vertrieben worden. Teil 1 und 2 waren Universal-Übernahmen. Teil 3 wurde von Piccolo selber geschnitten. Alle Zweiteiler haben eine Laufzeit von ca. 33 Minuten. Es gab auch noch eine Einteiler-Version von Revue-Film (im Vertrieb der Foto-Quelle) in schwarz-weiß.

## Videospiele
Ein Battlestar-Galactica-Videospiel wurde 2003 für die Sony PlayStation 2 und Microsoft Xbox herausgegeben.

## Kritik
„Eine geschwätzige Kriegsverherrlichung ohnegleichen. Zusammenschnitt diverser Folgen einer amerikanischen TV-Serie, die ausstattungsmäßig George Lucas’ Krieg der Sterne imitiert und auch die dort gezeigten Weltraum-Kampfszenen schamlos abkupfert“

## Soundtracks
Zu Kampfstern Galactica gibt es eine Vielzahl von Soundtrack-Veröffentlichungen mit der Musik von Stu Phillips: Zum ersten Kinofilm gibt es den Original-Soundtrack von MCA, die 25th Anniversary Edition von Universal und von Colosseum eine Version vom Royal Scottish National Orchestra. Außerdem gibt es von MCA ein Original-Ton-Hörspiel mit dem Titel The Saga of Battlestar Galactica (Handlung des 1. Kinofilms). Der Original-Soundtrack zur Fernsehserie erschien bei Intrada in vier Editionen: Vol. 1 (eine CD) und Vol. 2, 3 und 4 (jeweils als Doppel-CD). Schließlich veröffentlichte Stu Phillips ein Vierer-Promo-CD-Set.
Außerdem gibt es Coverversionen von Giorgio Moroder, TV Junkeez und The Electric Moog Orchestra.